# Longchamp-sur-Aujon
Pour les articles homonymes, voir Longchamp et Aujon (homonymie).
Longchamp-sur-Aujon est une commune française située dans le département de l'Aube, en région Grand Est.

## Géographie

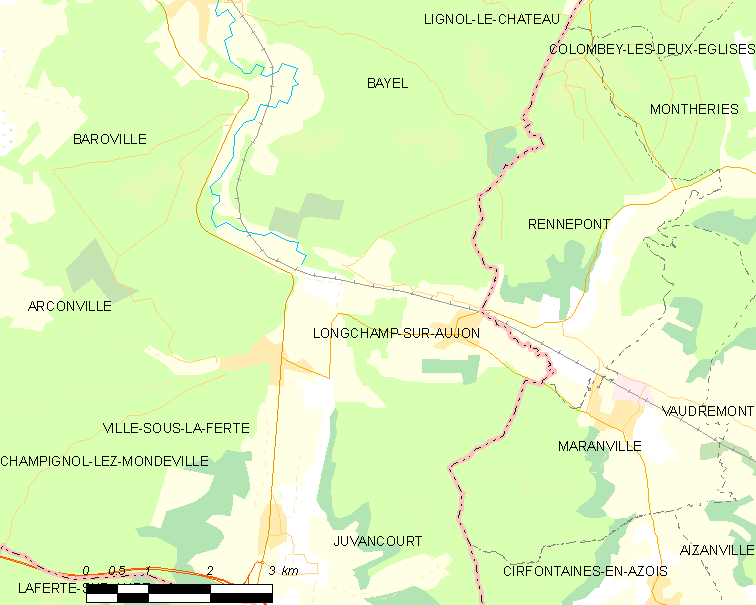

### Situation
Le village de Longchamp-sur-Aujon est situé au sud-est du département de l'Aube (10) et à la limite départementale de la Haute-Marne (52).
Longchamp-sur-Aujon est à environ 230 kilomètres de Paris, 70 kilomètres de Troyes, 17 kilomètres de Bar-sur-Aube et 12 kilomètres de Colombey-les-Deux-Églises.

### Généralités
Commune du canton de Bar-sur-Aube, Longchamp-sur-Aujon s’étend sur 16,39 km2 (précisément : 1 639 ha, 28 a, 37 ca) et compte 374 habitants, soit 387 en population totale.
La commune possède un hameau : Outre-Aube, ainsi qu'un quartier : l'Impériale. Elle est rattachée à la Communauté de communes de la région de Bar-sur-Aube (CCRB).
Les habitants se nomment les Longchampois et les Longchampoises.
Altitude moyenne : 200 mètres. Coteaux à 300 mètres. Point culminant à 334 mètres (sommet du Bois du Gravelon).
La forêt communale de Longchamp-sur-Aujon, gérée par l'Office national des forêts (ONF), s'étend sur 403 hectares (précisément : 403 ha, 3 a).

### Hydrographie
La commune est dans la région hydrographique « la Seine de sa source au confluent de l'Oise (exclu) » au sein du bassin Seine-Normandie. Elle est drainée par l'Aube, l'Aujon, le Fossé 01 du Val Lobot, le canal 01 d'Outre-Aube, le canal 02 de la commune de Longchamp-sur-Aujon, le Fossé des Auges et divers autres petits cours d'eau,.
L'Aube, d'une longueur de 249 km, prend sa source dans la commune d'Auberive et se jette  dans la Seine à Marcilly-sur-Seine, après avoir traversé 82 communes.
L'Aujon, d'une longueur de 68 km, prend sa source dans la commune de Perrogney-les-Fontaines et se jette  dans l'Aube sur la commune, après avoir traversé 17 communes.

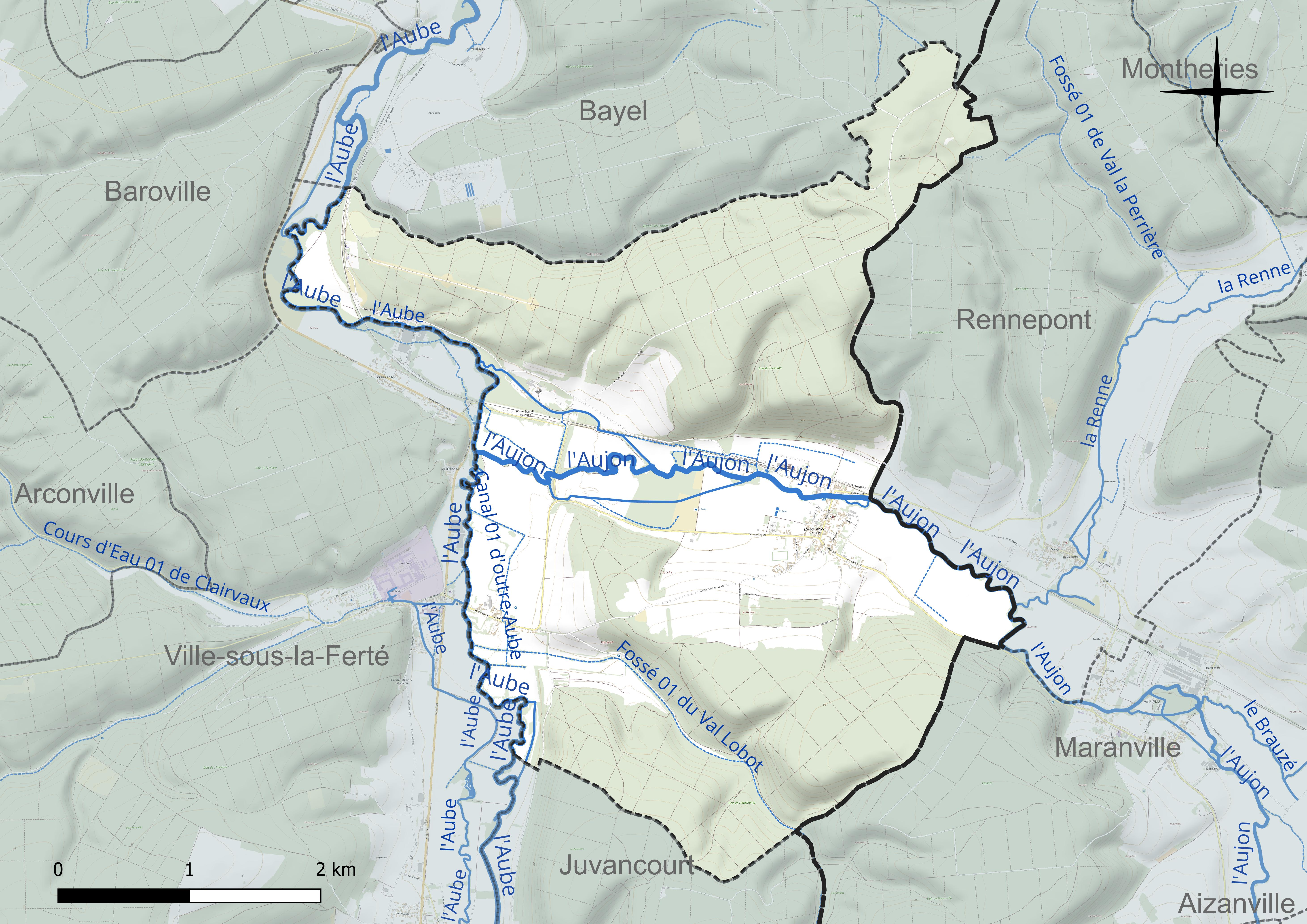
Réseau hydrographique de Longchamp-sur-Aujon.

### Climat
Pour des articles plus généraux, voir Climat du Grand Est et Climat de l'Aube.
En 2010, le climat de la commune est de type climat des marges montargnardes, selon une étude du Centre national de la recherche scientifique s'appuyant sur une série de données couvrant la période 1971-2000. En 2020, Météo-France publie une typologie des climats de la France métropolitaine dans laquelle la commune est exposée à un climat océanique altéré et est dans la région climatique Lorraine, plateau de Langres, Morvan, caractérisée par un hiver rude (1,5 °C), des vents modérés et des brouillards fréquents en automne et hiver.
Pour la période 1971-2000, la température annuelle moyenne est de 10,4 °C, avec une amplitude thermique annuelle de 15,9 °C. Le cumul annuel moyen de précipitations est de 907 mm, avec 13 jours de précipitations en janvier et 9 jours en juillet. Pour la période 1991-2020, la température moyenne annuelle observée sur la station météorologique de Météo-France la plus proche, « Ailleville_sapc », sur la commune d'Ailleville à 16 km à vol d'oiseau, est de 11,4 °C et le cumul annuel moyen de précipitations est de 833,5 mm. 
La température maximale relevée sur cette station est de 41,3 °C, atteinte le 25 juillet 2019 ; la température minimale est de −19,7 °C, atteinte le 20 décembre 2009,,.
Les paramètres climatiques de la commune ont été estimés pour le milieu du siècle (2041-2070) selon différents scénarios d'émission de gaz à effet de serre à partir des nouvelles projections climatiques de référence DRIAS-2020. Ils sont consultables sur un site dédié publié par Météo-France en novembre 2022.

## Urbanisme

### Typologie
Au 1er janvier 2024, Longchamp-sur-Aujon est catégorisée commune rurale à habitat dispersé, selon la nouvelle grille communale de densité à 7 niveaux définie par l'Insee en 2022.
Elle est située hors unité urbaine. Par ailleurs la commune fait partie de l'aire d'attraction de Bar-sur-Aube, dont elle est une commune de la couronne,. Cette aire, qui regroupe 43 communes, est catégorisée dans les aires de moins de 50 000 habitants,.

### Occupation des sols
L'occupation des sols de la commune, telle qu'elle ressort de la base de données européenne d’occupation biophysique des sols Corine Land Cover (CLC), est marquée par l'importance des forêts et milieux semi-naturels (64,4 % en 2018), une proportion identique à celle de 1990 (64,4 %). La répartition détaillée en 2018 est la suivante : 
forêts (64,4 %), terres arables (29,7 %), prairies (3,7 %), zones urbanisées (2,3 %). L'évolution de l’occupation des sols de la commune et de ses infrastructures peut être observée sur les différentes représentations cartographiques du territoire : la carte de Cassini (XVIIIe siècle), la carte d'état-major (1820-1866) et les cartes ou photos aériennes de l'IGN pour la période actuelle (1950 à aujourd'hui).

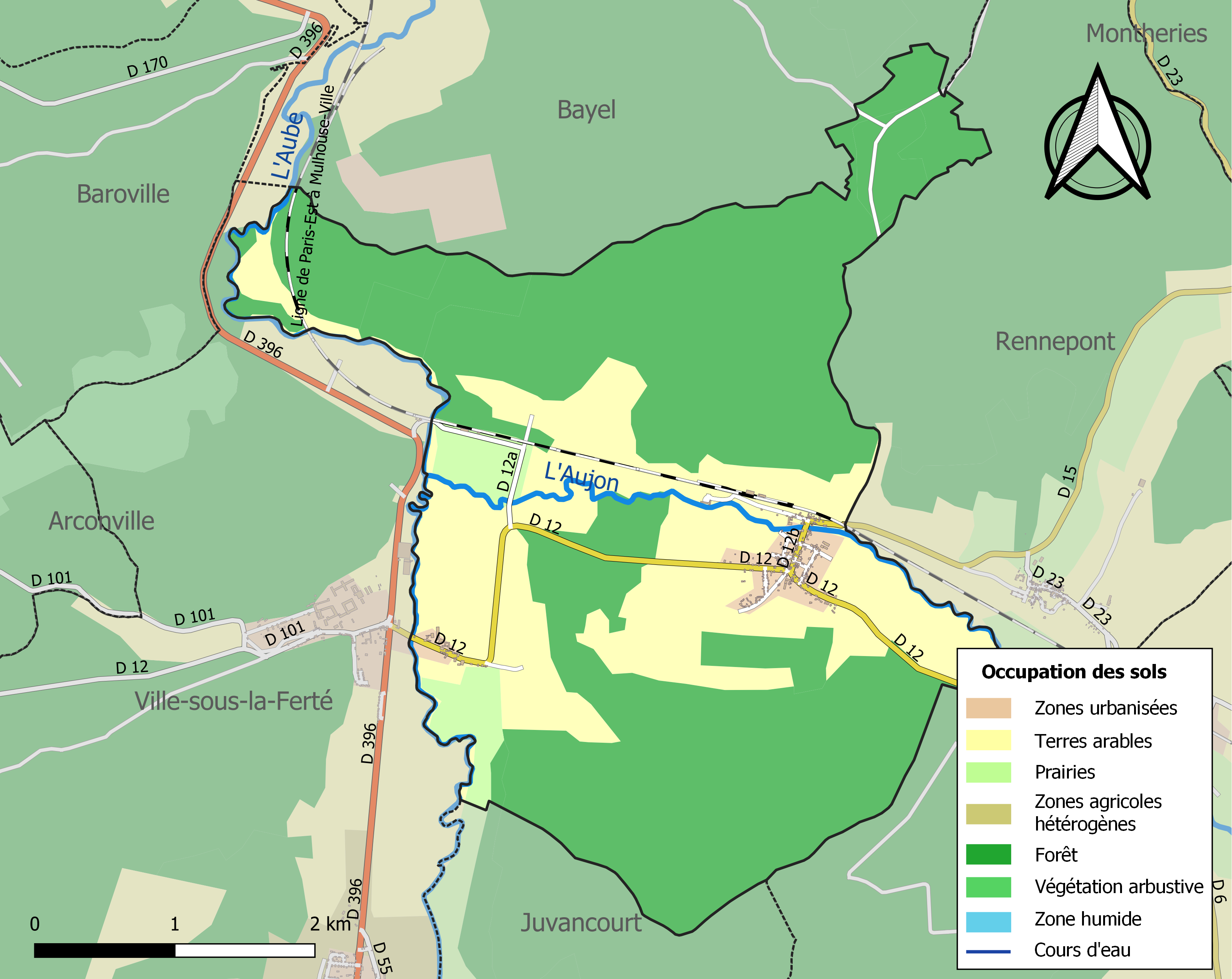
Carte des infrastructures et de l'occupation des sols de la commune en 2018 (CLC).

## Toponymie
Autrefois dénommé simplement “Longchamps” puis “Longchamp” (comme plusieurs autres communes de France) ou encore “Longchamp-lès-Clairvaux”, le village reçut par décret du 4 février 1919* le nom de Longchamp-sur-Aujon, en rapport avec la rivière Aujon coulant sur son finage, évitant alors toute confusion.
- délibération du Conseil municipal du 14 juillet 1918

## Histoire
Les plus anciennes traces historiques de la commune de Longchamp-sur-Aujon remontent à l'an 1116 où  le village fut mentionné sous le nom de « Longus Campus » qui signifie : « terrain, plaine de forme allongée ».
Ancienne seigneurie réunie par l'abbaye de Clairvaux (distante de 3 km), la commune est située sur l'ancienne voie romaine d'Agrippa qui reliait Langres à Châlons en passant par Bar-sur-Aube. Hélas, les traces de cette importante voie romaine alimentant le commerce vers les foires de Champagne ont aujourd'hui pratiquement disparu.
En 1789, Longchamp-sur-Aujon dépendait de l'ntendance et de la généralité de Châlons, de l’élection de Bar-sur-Aube et du bailliage de Chaumont.

La commune fut chef-lieu de canton sous la Révolution française, de 1790 à l’an IX.

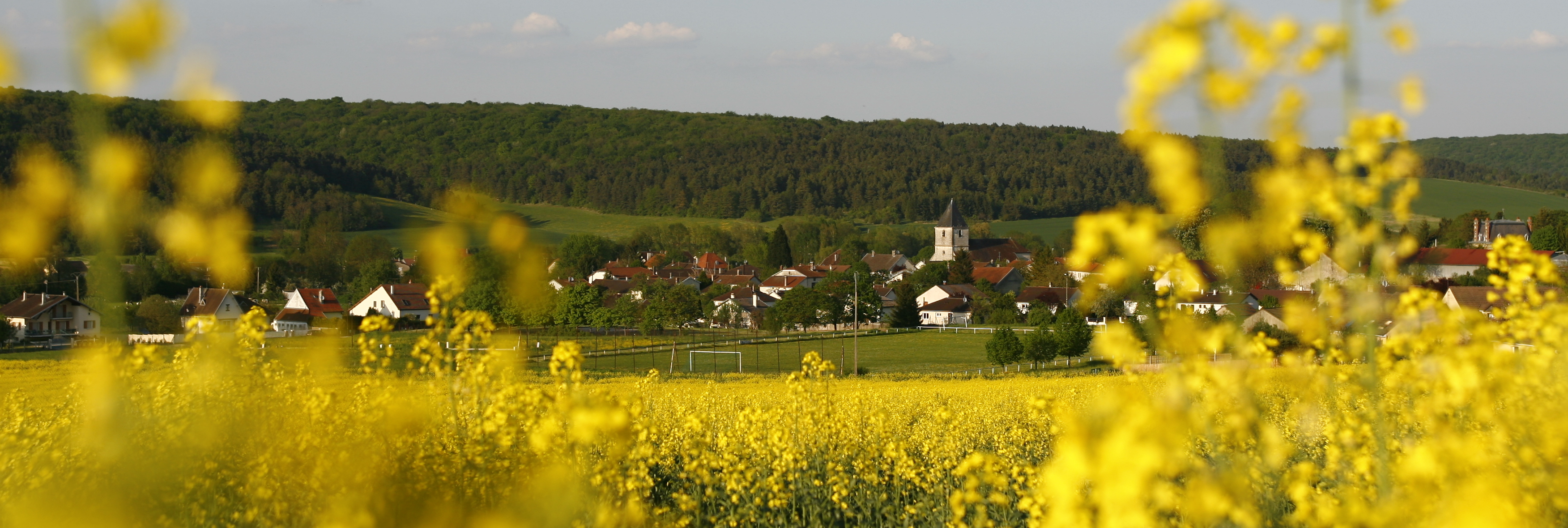
Vue panoramique de Longchamp-sur-Aujon.

## Blason

Blason Longchamp-sur-Aujon

La partie supérieure (ou chef) représente :
-	en 1 : les armoiries de Bernard de Clairvaux, 
-	en 2 : les armoiries des Comtes de Champagne.
(Ce qui permet de situer Longchamp-sur-Aujon a la foi sur un plan historique et géographique).
-	Ces deux parties sont séparées par un épi de blé, symbolisant le silo à grain ainsi que les champs de céréales.
Le cœur représente :
-	en 1 : le brochet arqué sur azur et argent représente la lettre « L », initiale du village ainsi que la rivière poissonneuse.
-	en 2 au centre : le symbole de Jeanne d'Arc, traversant l'Aujon au gué de Longchamp, rappelant qu'elle a couché dans la commune lors de son voyage la menant de St. Urbain à Pothières en février 1429, sur fond de gueule (rouge), chevalier argent (blanc) représentant à la fois les couleurs du village et de Jeanne d'Arc.
-	en 3 : le hêtre sur fond argent (blanc), symbolisant les forêts entourant le village.
La pointe symbolise : 
-	le pont sur l'Aujon.
-	Or (jaune) sur fond argent (blanc), posé sur des ondes bleues.
Le blason de Longchamp-sur-Aujon a été officiellement reconnu comme tel par délibération du Conseil municipal du 24 février 2023.

## Politique et administration
| Période                                  | Période      | Identité          | Étiquette | Qualité |
| ---------------------------------------- | ------------ | ----------------- | --------- | ------- |
| juillet 2020                             | En cours     | Patrick Mary      | SE        |         |
| mars 2008                                | juillet 2020 | Alain Tournebise  | SE        |         |
| mars 2001                                | mars 2008    | Maurice Jeannenez | SE        |         |
| ?                                        | mars 2001    | Jacques Clivio    | SE        |         |
| mars 1983                                | ?            | René Mary         | SE        |         |
| 1947                                     | 1983         | René Lehmann      | SE        |         |
| 1915                                     | ?            | Max Thiellement   | SE        |         |
| 1849                                     | ?            | M. Chamerois      | SE        |         |
| Les données manquantes sont à compléter. |              |                   |           |         |

## Démographie
L'évolution du nombre d'habitants est connue à travers les recensements de la population effectués dans la commune depuis 1793. Pour les communes de moins de 10 000 habitants, une enquête de recensement portant sur toute la population est réalisée tous les cinq ans, les populations de référence des années intermédiaires étant quant à elles estimées par interpolation ou extrapolation. Pour la commune, le premier recensement exhaustif entrant dans le cadre du nouveau dispositif a été réalisé en 2005.

En 2022, la commune comptait 366 habitants, en évolution de −13,27 % par rapport à 2016 (Aube : +0,7 %, France hors Mayotte : +2,11 %).
| 1793 | 1800 | 1806 | 1821 | 1831 | 1836 | 1841 | 1846 | 1851 |
| ---- | ---- | ---- | ---- | ---- | ---- | ---- | ---- | ---- |
| 565  | 560  | 572  | 476  | 699  | 616  | 554  | 570  | 528  |

| 1856 | 1861 | 1866 | 1872 | 1876 | 1881 | 1886 | 1891 | 1896 |
| ---- | ---- | ---- | ---- | ---- | ---- | ---- | ---- | ---- |
| 474  | 476  | 696  | 552  | 785  | 840  | 831  | 750  | 676  |

| 1901 | 1906 | 1911 | 1921 | 1926 | 1931 | 1936 | 1946 | 1954 |
| ---- | ---- | ---- | ---- | ---- | ---- | ---- | ---- | ---- |
| 757  | 723  | 759  | 632  | 656  | 648  | 614  | 607  | 677  |

| 1962 | 1968 | 1975 | 1982 | 1990 | 1999 | 2005 | 2006 | 2010 |
| ---- | ---- | ---- | ---- | ---- | ---- | ---- | ---- | ---- |
| 667  | 683  | 675  | 599  | 522  | 450  | 416  | 417  | 423  |

| 2015 | 2020 | 2022 | - | - | - | - | - | - |
| ---- | ---- | ---- | - | - | - | - | - | - |
| 426  | 374  | 366  | - | - | - | - | - | - |

## Population et société

### Événements

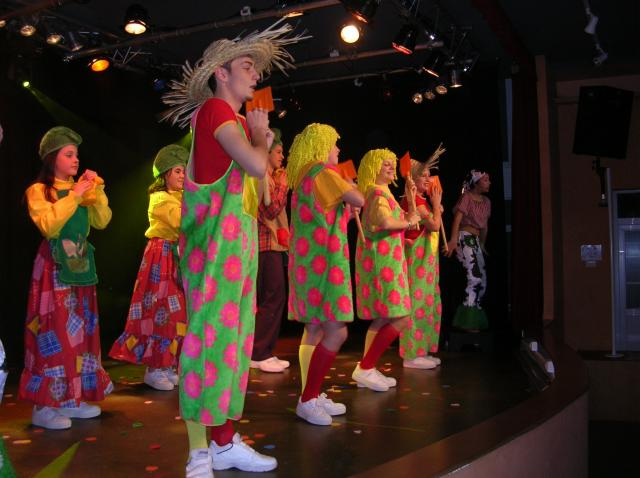
Cabaret de Longchamp-sur-Aujon - en scène.

- Longchamp-sur-Aujon doit une partie de se renommée à la présence, durant près de 40 ans, d'un  spectacle de cabaret (Variétés Cabaret) animé par des acteurs et danseurs bénévoles locaux. Depuis 2025, la troupe amateur de «Variétés Cabaret» en quête d’expansion s’est expatriée à Chaumont (Haute-Marne) dans une salle de plus forte capacité. Une nouvelle troupe est en création, Les 3 Plumes, avec pour objectif la renaissance d'un spectacle cabaret à Longchamp-sur-Aujon à partir 2026.
- Le Tour de France cycliste 2009 a traversé pour la première fois de son histoire la commune de Longchamp-sur-Aujon -  son hameau Outre-Aube -, à l'occasion de la 12e étape « Tonnerre / Vittel » le 16 juillet 2009.

### Activités et loisirs
- Club des Ainés (Club du val d'Aujon)
- Grange Saint-Bernard (patrimoine cistercien à Outre-Aube)
- Pêche (parcours de 1re catégorie,AAPPMA Ville-sous-la-Ferté  "Aube Aujon")
- Chasse (diverses sociétés)
- Randonnées pédestres (association Chemins & Rivières en Claire Vallée)
- Boulodromes

## Culture et patrimoine

### Lieux et monuments
Les principaux monuments de Longchamp-sur-Aujon sont :
- l'église paroissiale Saint-Laurent du XVIIe siècle, dont plusieurs objets sont enregistrés au répertoire des Monuments historiques[23], notamment son bas-relief en albâtre peint au XVIe siècle (Christ en croix soutenu par le Père éternel avec la Vierge et saint Jean), et sa cuve baptismale de 1607.
- le lavoir et ses dix piliers (réfection de l'édifice en novembre 2019).
- la grange d'Outre-Aube située sur le hameau communal de Outre-Aube, fondée en 1147 et dont le corps de logis, toujours visible aujourd’hui, date de 1653 (patrimoine protégé au titre de la législation sur les monuments historiques).
- Chapelle du château de la Forge-du-Haut.

### Personnalités liées à la commune
- Serge Perathoner, compositeur, claviériste et arrangeur musical, né en 1953 à Longchamp-sur-Aujon.
- Jean-Marie Elie, footballeur, né en 1950 à Longchamp-sur-Aujon.
- Jean-Claude Misac (1948-1975), coureur cycliste professionnel, enterré au cimetière de Longchamp-sur-Aujon.
- Claude Henri Belgrand de Vaubois (1748-1819), général de division de la Révolution française, né à Longchamp-lès-Clairvaux.

## Héraldique
| Blason de Longchamp-sur-Aujon | Blason  | D'argent au pont de deux arches d'or, maçonné de sable sur une rivière ondée d'azur et d'argent, à l'écusson de gueules mouvant du chef, chargé d'un chevalier d'argent tenant une bannière du même chargée d'une croisette latine d'or, la hampe fleurdelisée du même, passant sur une rivière ondée d'azur et d'argent, ledit écusson adextré d'une tierce ondée d'azur au chabot d'argent posé de profil, en pal et brochant et senestrée d'un arbre de sinople, le tout sommé d'un chef parti, au 1er de sable à la barre échiquetée de gueules et d'argent, au 2e d'azur à la bande d'argent côtoyée de deux doubles cotices potencées et contre-potencées d'or, à l'épi de blé tigé et feuillé d'or, brochant en pointe sur la partition. |
| Blason de Longchamp-sur-Aujon | Détails | Le blason de Longchamp-sur-Aujon a été officiellement reconnu par délibération du Conseil municipal du 24 février 2023. Le statut officiel du blason reste à déterminer. |

## Photographies

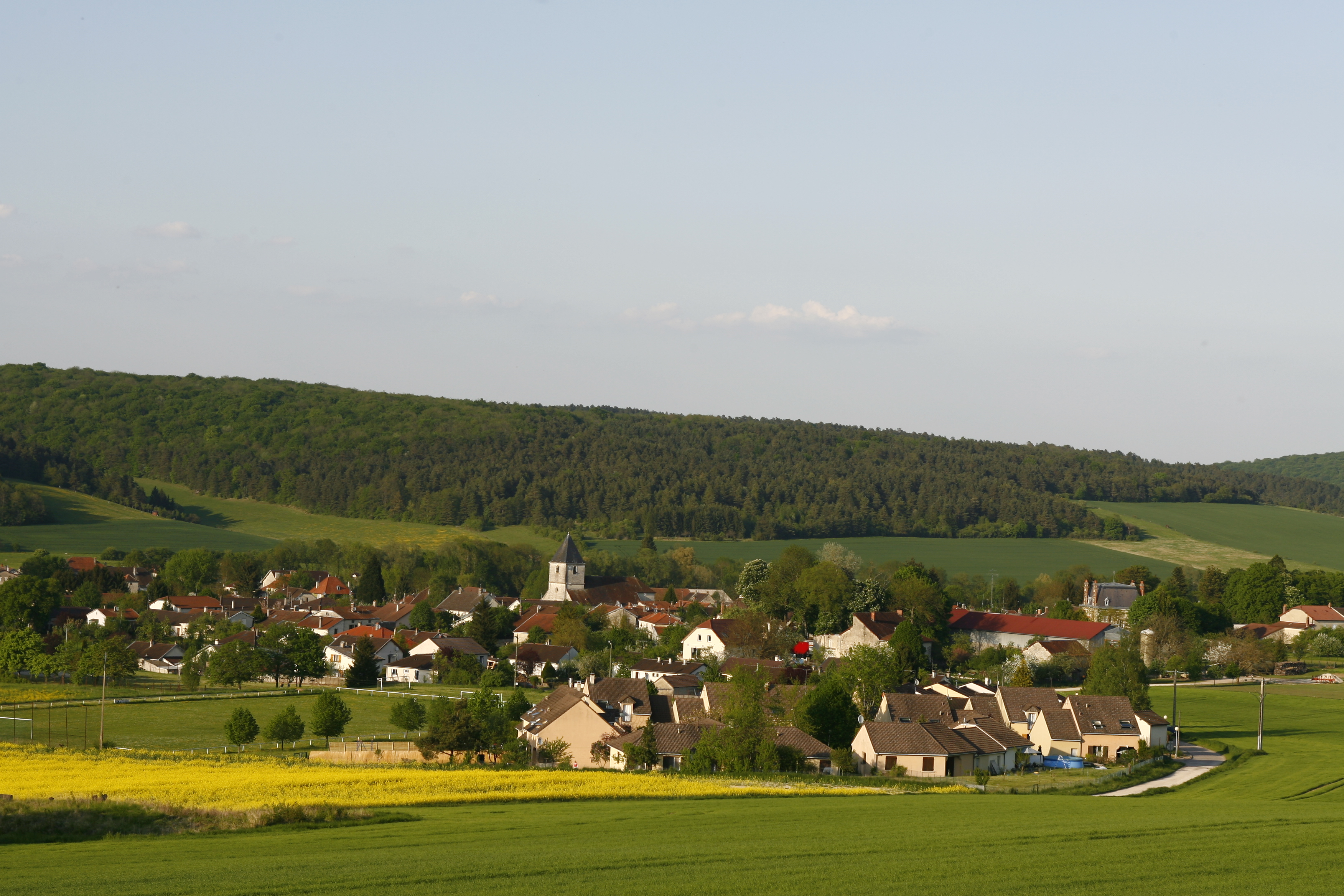
Vue générale de Longchamp-sur-Aujon, axe ouest/est.
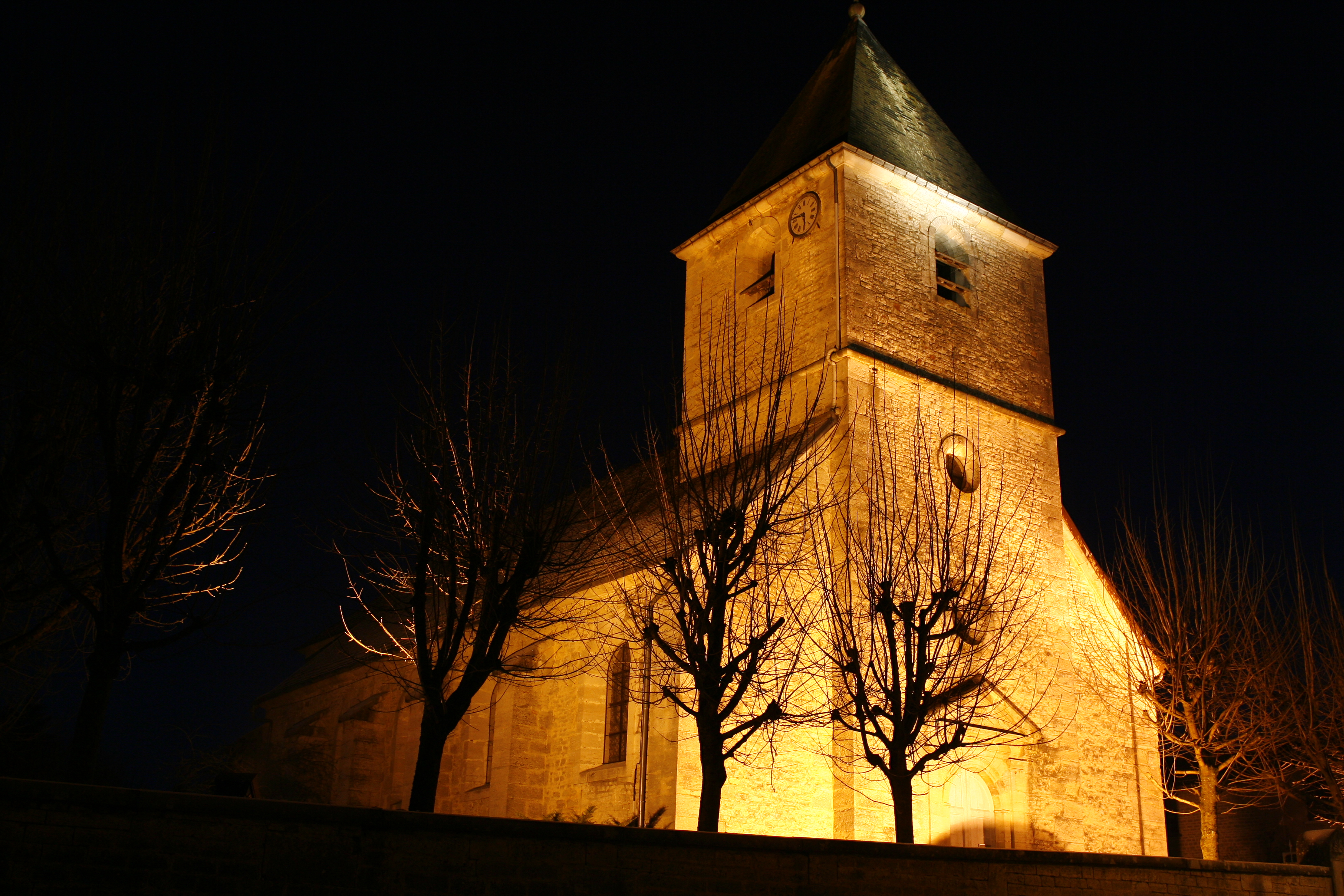
Église  paroissiale Saint-Laurent.
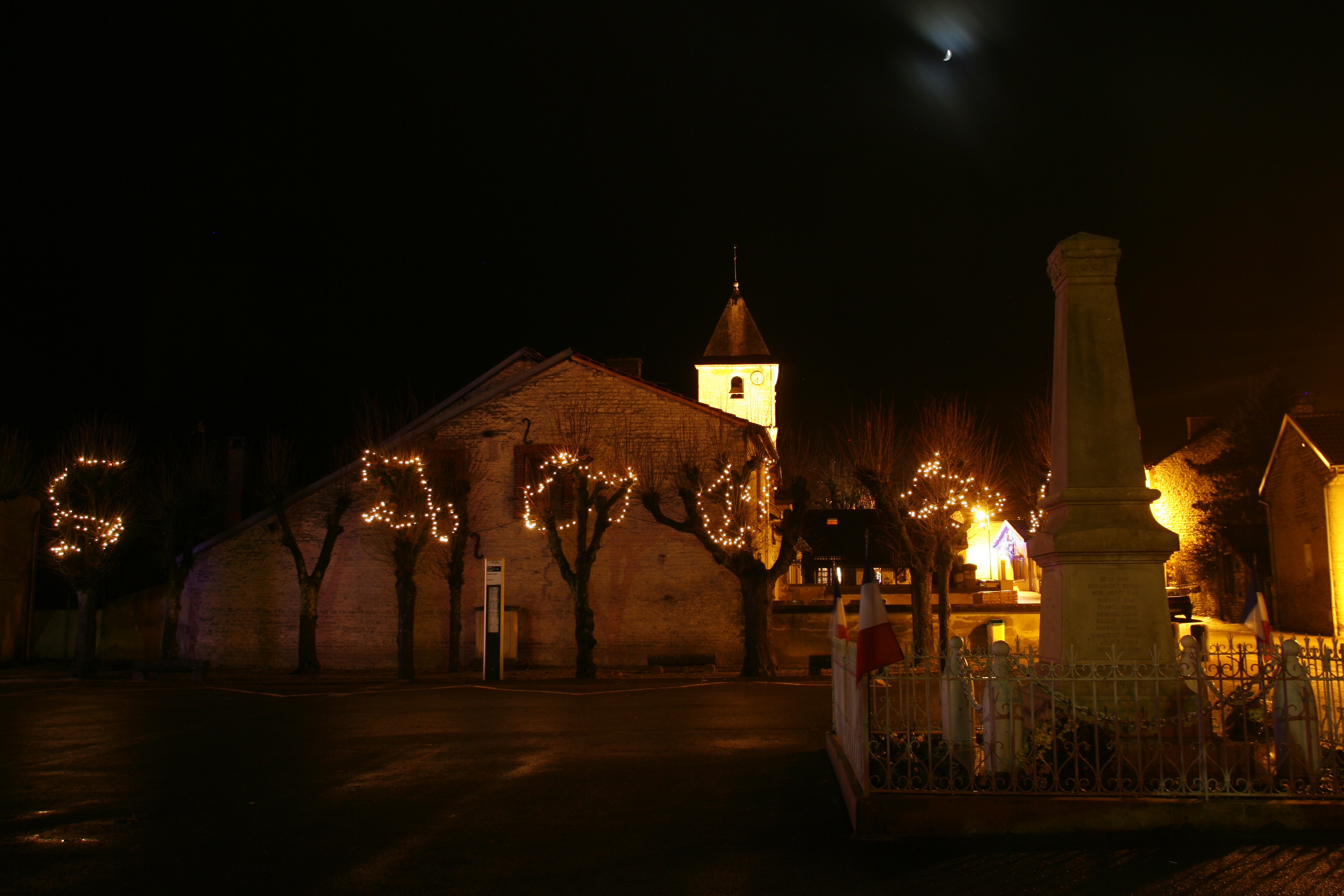
Longchamp-sur-Aujon : place de la Mairie et monument aux morts.
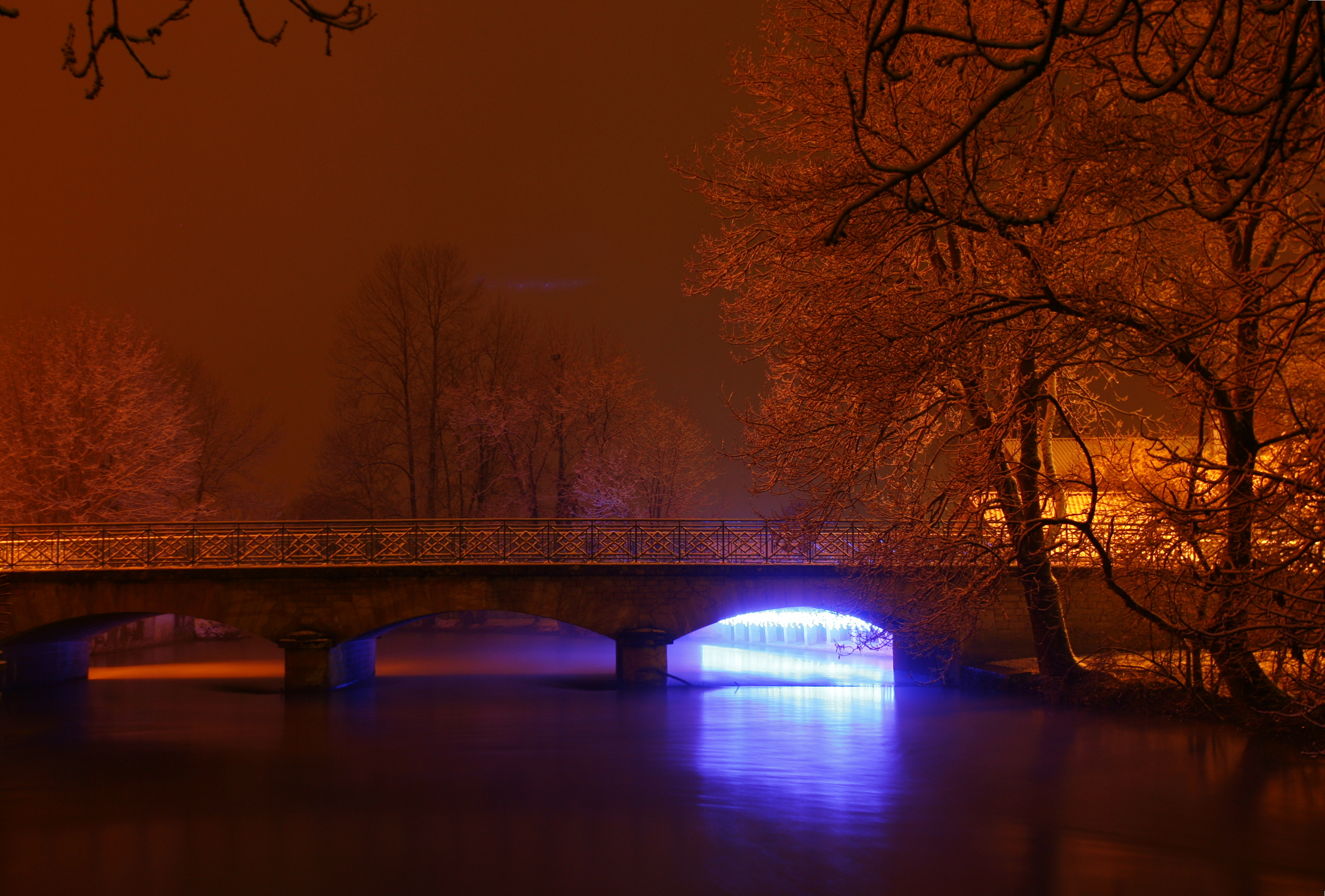
Le pont de Longchamp-sur-Aujon.
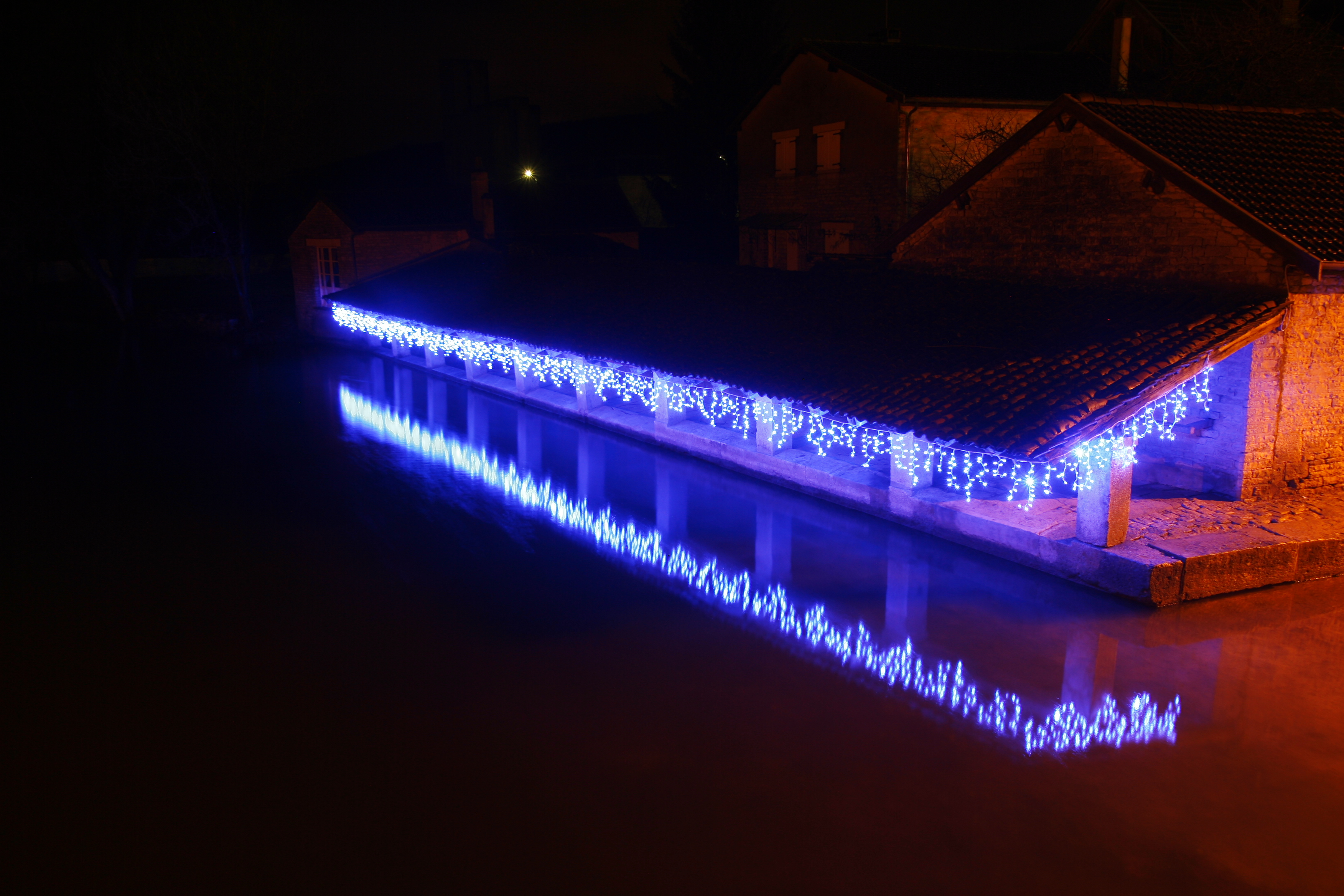
Le lavoir de Longchamp-sur-Aujon, Noël 2008.
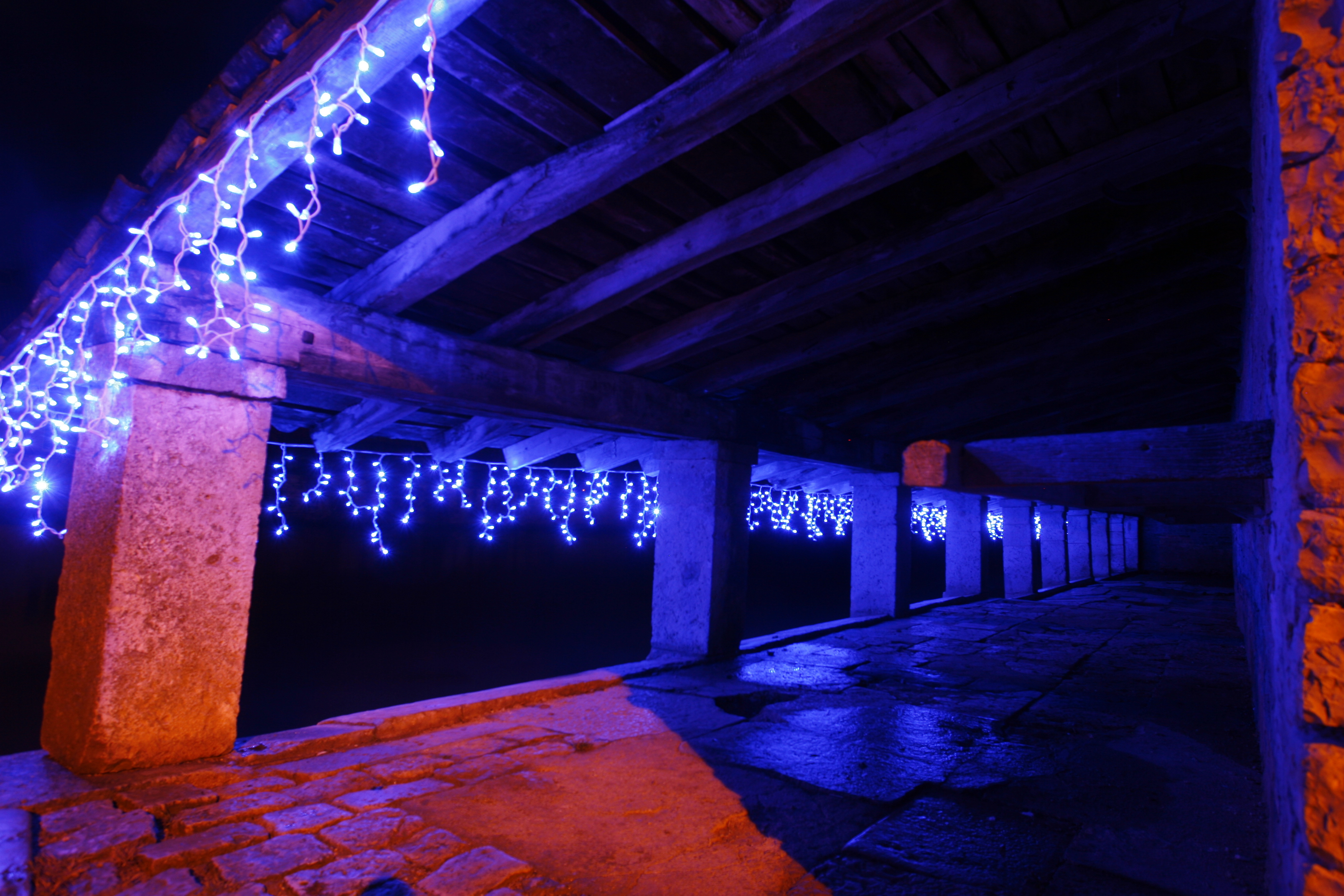
Le lavoir de Longchamp-sur-Aujon, Noël 2008.
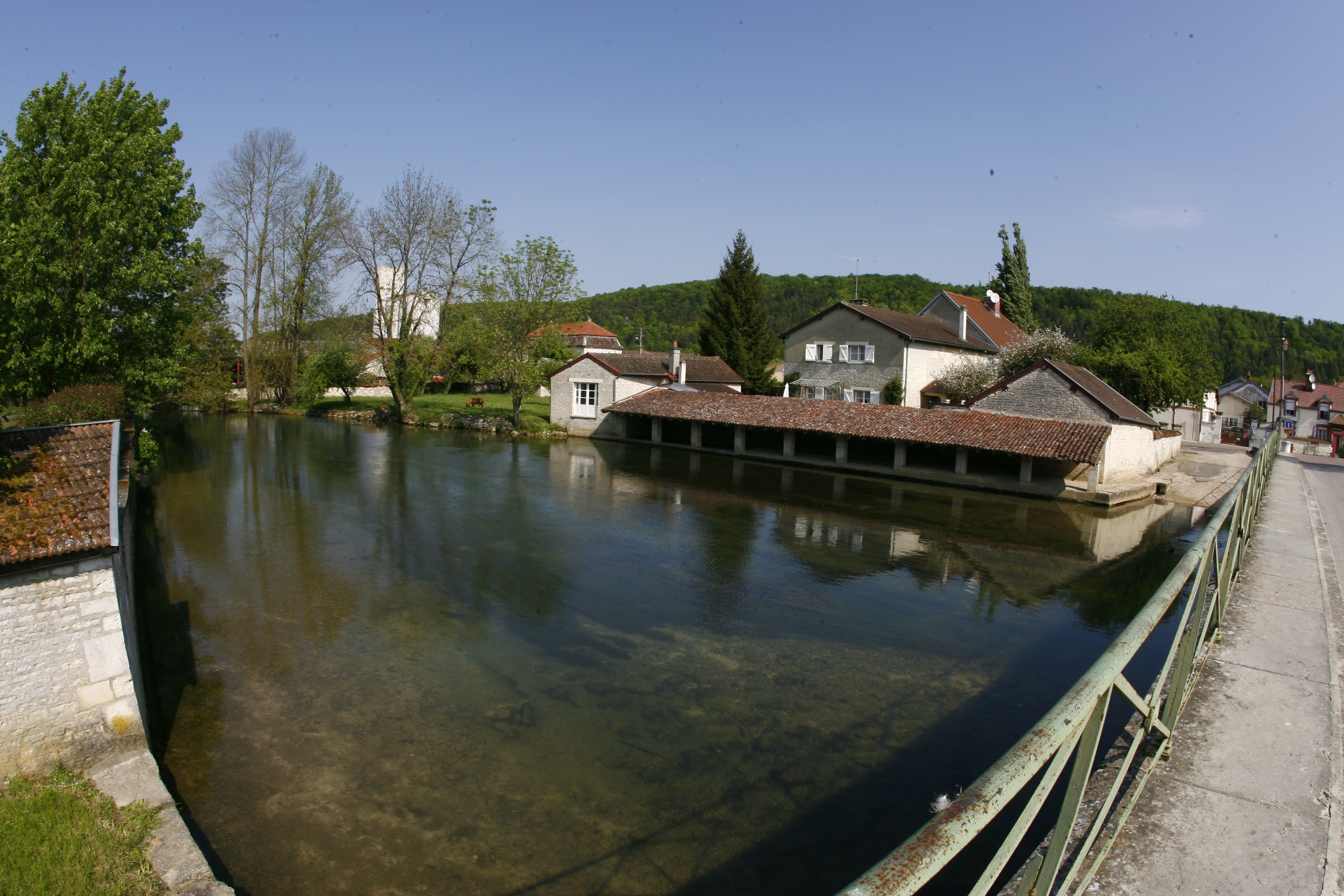
Le lavoir.